# Stérilisation forcée des sourds
Les sourds — comme d'autres minorités — ont été victimes de programmes eugénistes, visant à lutter contre le prétendu risque d'« augmentation de la population des sourds » ou « dégénérescence raciale ».
Plusieurs pays, à différentes époques, ont stérilisé contre leur gré, parfois à leur insu, de nombreux sourds, hommes et femmes, enfants comme adultes.
De 1900 à 1970, les États-Unis ont été le premier pays à mettre en place un programme officiel de stérilisations contraintes visant — entre autres — les sourds.
Un grand programme de stérilisation a été mis en place par le régime allemand du Troisième Reich après l'arrivée d'Adolf Hitler au pouvoir en Allemagne en 1933. Des campagnes de stérilisation forcée, d'avortements forcés furent intenses et furent suivies de campagnes de meurtres à grande échelle, souvent dans les institutions et hôpitaux normalement chargés du soin des personnes malades, sous couvert d'« euthanasie ».
L'Allemagne nazie, mais aussi l’Autriche ou la Suisse, ont fait de même au XXe siècle.
On trouve de nombreux exemples de résistance, y compris le non-respect des lois eugénistes, parmi les personnes sourdes ou parmi les personnes entendantes qui les ont aidées.

## États-Unis

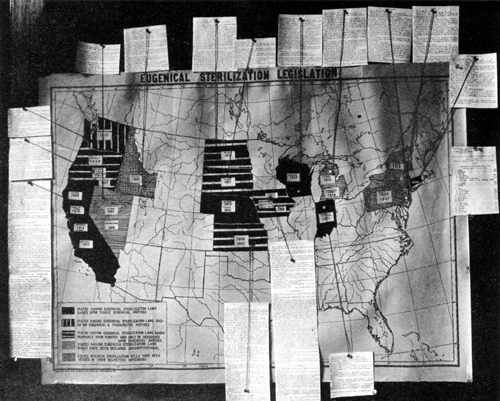
Un poster d'une conférence sur l'eugénisme, tenue en 1921, montre fièrement quels États ont mis en place une législation relative à la stérilisation contrainte.

L'un des premiers défenseurs modernes de l'eugénisme était Alexander Graham Bell. En 1881, Bell a étudié le taux de la surdité sur l'île de Martha's Vineyard, au Massachusetts. Il en a conclu que la surdité était héréditaire dans la nature et que les parents congénitalement sourds étaient plus susceptibles de produire des enfants sourds. Il a provisoirement suggéré que les couples où les deux étaient sourds ne devraient pas se marier. Il pense à la solution de la stérilisation des sourds américains.[réf. nécessaire]

## Allemagne sous le Troisième Reich (1933-1945)
L'idée d'une hérédité de la surdité a sous-tendu l'idéologie eugéniste des nazis, qui se sont servis de cet argument (qui n'était pas fondé scientifiquement) pour justifier les lois sur la stérilisation des personnes handicapées, les avortements forcés (y compris sur les fœtus viables), suivis des lois interdisant les mariages de personnes handicapées, qui précèdent le niveau ultime de discrimination, les meurtres perpétrés par l'opération T4.

### Lois mises en place sur la stérilisation forcée
Le parti nazi applique la loi allemande sur la stérilisation forcée du 14 juillet 1933 et renforce cette loi le 1er janvier 1934.
L'Allemagne nazie a stérilisé plus de 400 000 personnes au nom de l'idéal de la « pureté de la race » : il s'agit d'une idéologie dite eugéniste qui prétend assurer la pureté de la race allemande.
Parmi les 400 000 victimes, on compte au moins 17 000 sourds allemands stérilisés ou 15 000 selon une autre source. Les archives sur le sujet sont difficiles d'accès même pour les historiens c'est pourquoi il est difficile de connaître les chiffres précis.
La stérilisation touche hommes et femmes. Chez les femmes, la chirurgie est plus lourde et les stérilisations conduisent à de nombreux décès. Les chiffres précis de ces décès ne sont pas connus. Les séquelles physiques et mentales sont graves. De nombreuses personnes stérilisées renoncent à se marier en raison de leur stérilité ; leurs relations sexuelles sont parfois rendues difficiles (douloureuses). De nombreuses personnes se suicident.
Selon l'historien Biesold, la plupart des stérilisations prennent place entre 1935 et 1937, cependant ces stérilisations continuent jusqu'en 1945 à la fin de la guerre et la fin du régime nazi.

### Lois suivantes sur le mariage, l'avortement et l'«euthanasie»
La stérilisation est suivie de lois sur le mariage qui interdit le mariage aux personnes sourdes, puis de deux opérations de meurtre à grande échelle. D'abord, les enfants handicapés sont visés par ce que le régime appelle l'« euthanasie » des enfants. Puis les adultes sont visés : il s'agit de l'opération dite Aktion T4. L'opération vise au meurtre (appelé « euthanasie » par les nazis) de personnes handicapées dans des chambres à gaz. Environ 16 000 personnes sourdes sont assassinées.

### Témoignages de survivants
Un témoignage d'une Allemande : [réf. nécessaire]
« Je suis stérilisée de force par les nazis en juillet 1938. C'était une torture extrêmement douloureuse... Je souffrais de terribles douleurs ... Tout au long de mon mariage avec un mari sourd, je ai eu des douleurs à la suite de l'opération. Même aujourd'hui, les douleurs sont souvent très intenses ... Alors que d'autres femmes ont des orgasmes et l'expérience de la joie de l'amour, la douleur des cicatrices d'opérations tue tout plaisir pour moi. »

## Autriche
Pendant l’Anschluss (annexion de l’Autriche par l'Allemagne nazie le 12 mars 1938 jusqu’au 27 avril 1945), on a vingt-quatre témoins et victimes autrichiens par le nazisme mais on ne connaît pas le chiffre exact de stérilisations forcées. On a une seule témoignage : une Autrichienne sourde Maria s’exprime en colère en langue des signes autrichienne :
« Deux mois après avoir mis mon enfant au monde j’ai été condamnée à la stérilisation ».

## Suisse
On ne sait pas quand la stérilisation forcée commence en Suisse mais on sait que dans les années 1940, il y a eu des stérilisations forcées : il n’y avait que 4 cas de stérilisation déclarée sur 50 couples de sourds et on remarque que 25 de ces couples n’ont pas d’enfants, ce qui rend vraisemblable l’existence de stérilisations non déclarées. Quelques conseillers municipal acceptent la mariage des sourds en imposant la condition : être stérilisé. On note deux témoignages de bernoises dans une correspondance de 1947 :
« Le conseiller municipal m’a conseillé de me faire ligaturer, sinon nous n’aurions pas eu l’autorisation de nous marier. Malgré nos protestations nous avons dû y aller. J’ai dû signer à l’hôpital, nous aurions aimé un enfant, ça aurait été notre bonheur… »
« Le 21 mars 1946 j’ai accouché à l’hôpital, je me suis fait stériliser pour ne plus avoir d’enfant. C’est la commune qui a exigé que j’aille à l’hôpital. Le Syndic est venu chez nous, nous voulions attendre puis c’est le docteur qui n’a pas permis que j’aie un autre enfant ».
Selon de la source d’Unesco en 1972, en général, avant de se marier, les couples sourds consultent un généticien pour savoir s’ils ont des risques héréditaires ou/et génétiques de surdité « alcoolisme, syphilis, maladies héréditaires, handicap physique, déficiences mentales, etc. ». On leur propose la stérilisation.